# Ihagee

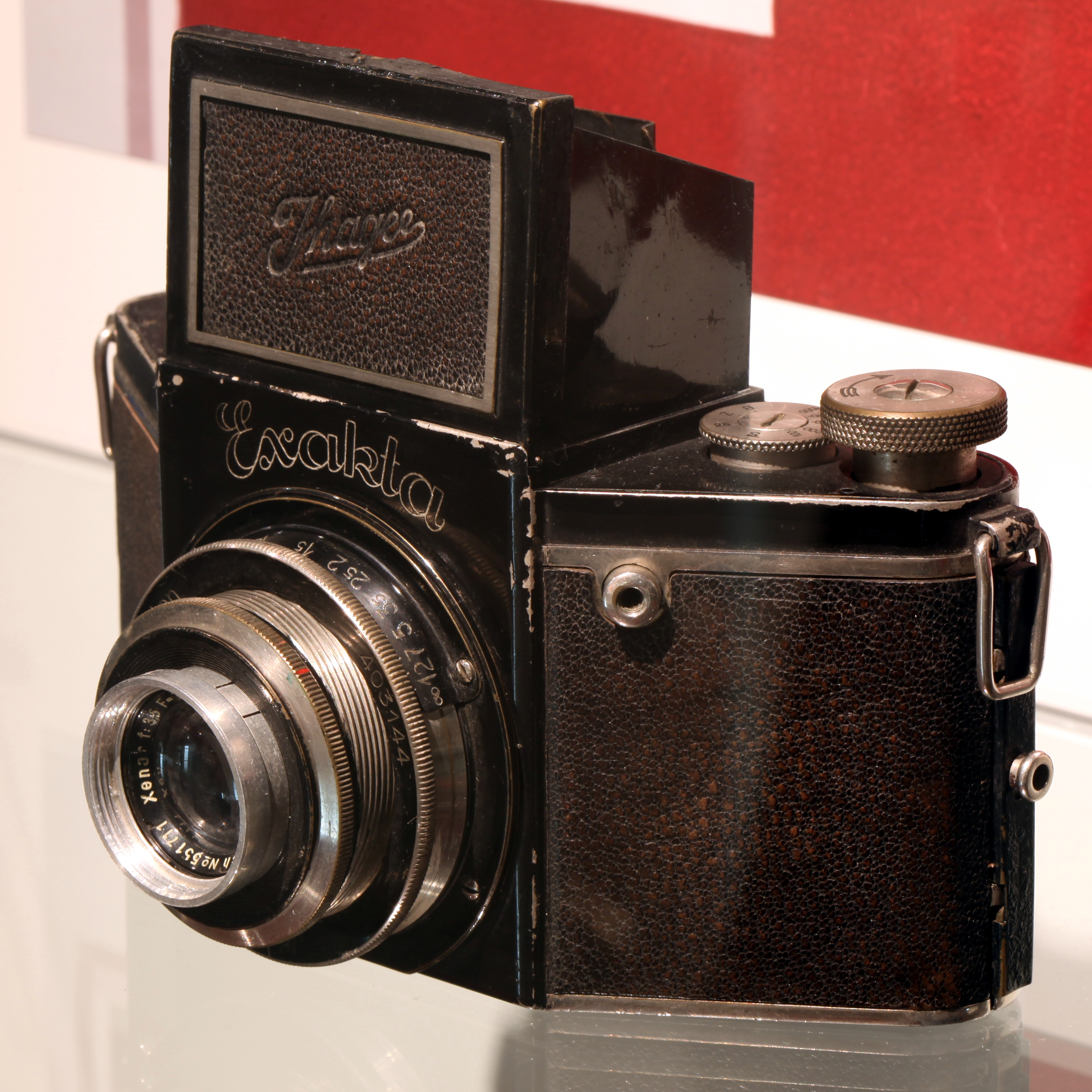
Exakta Standard ou VP 4x6,5 cm (1933)

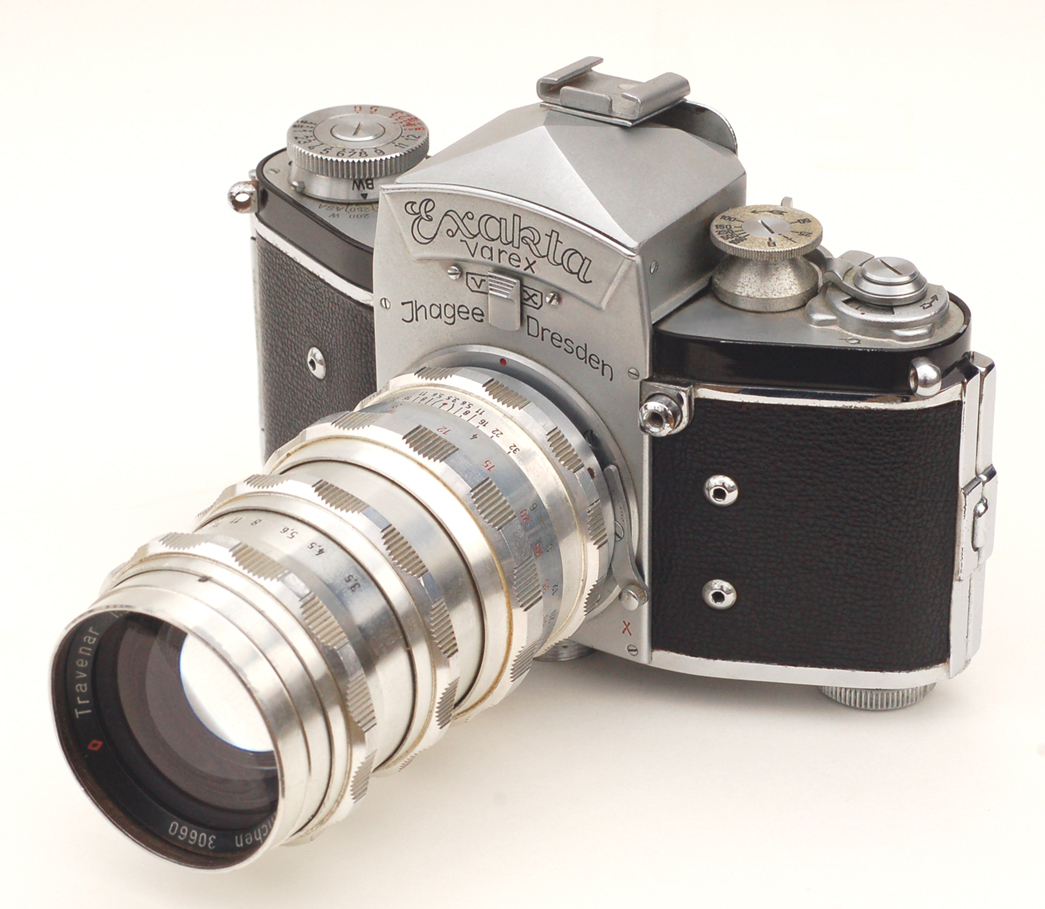
Exakta Varex VX 24x36 mm (1950)

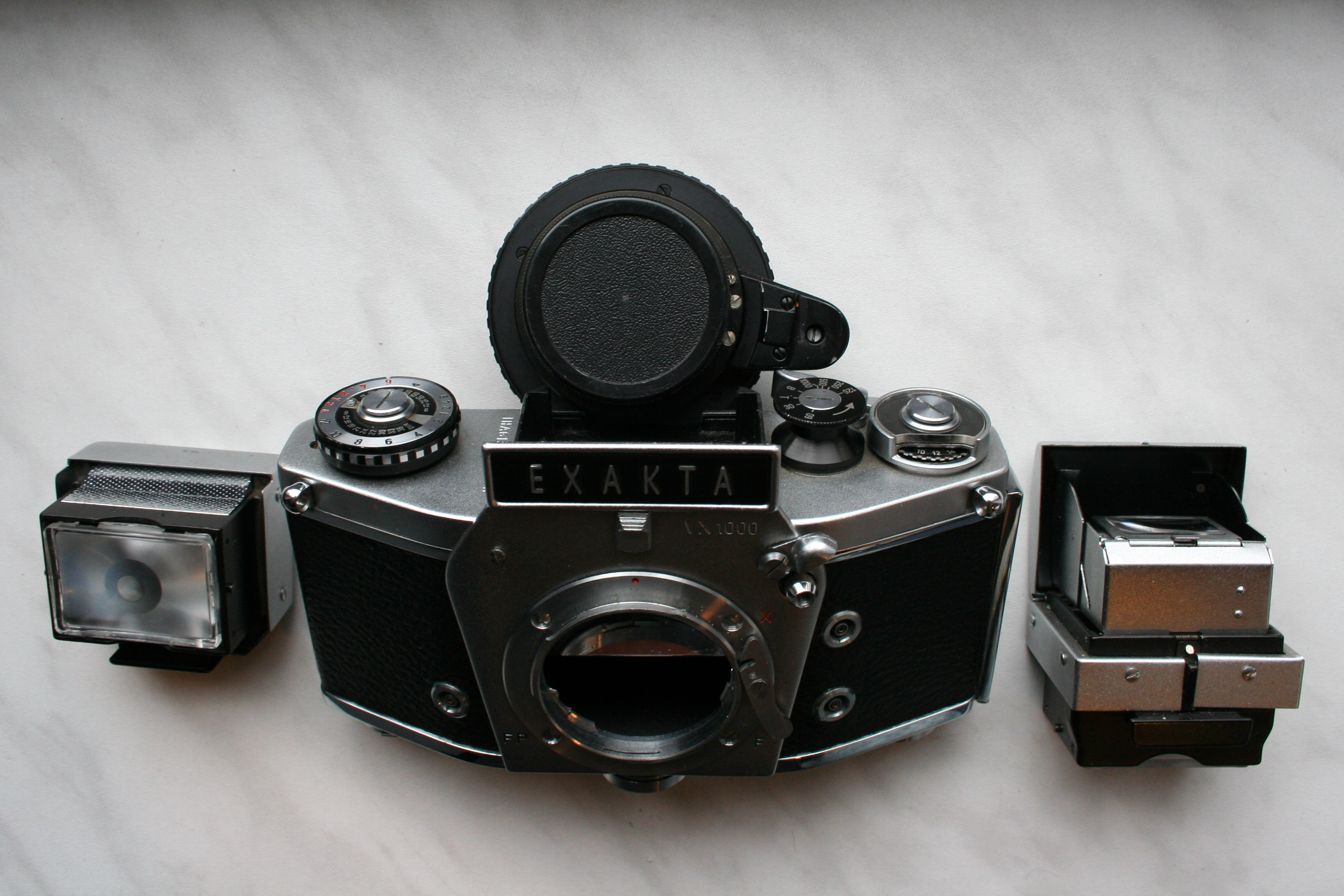
Exakta Varex 1000 (1966)

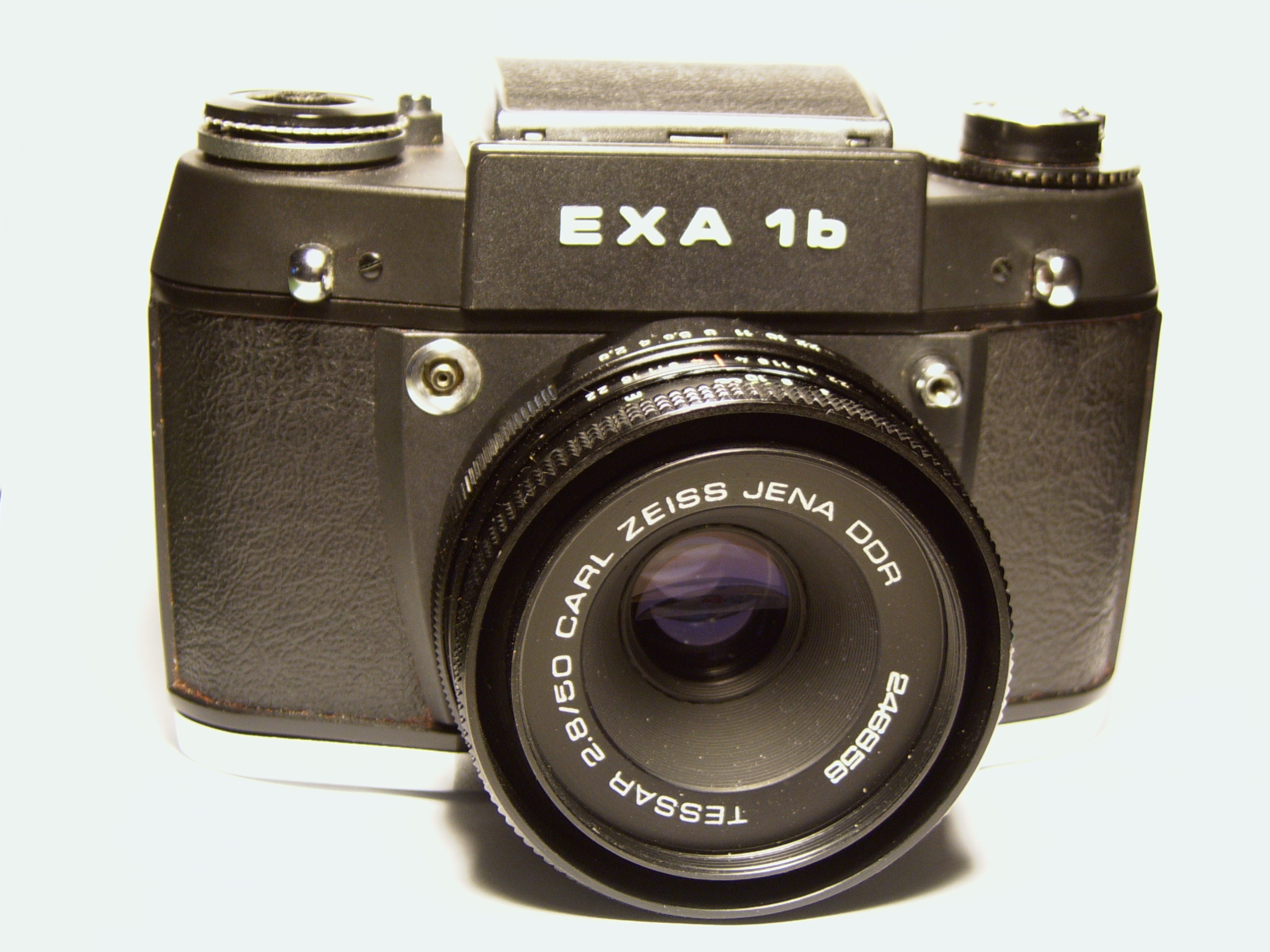
Exa 1b (1984)

Ihagee était un fabricant allemand d'appareils photographiques basé à Dresde. Sa production la plus célèbre est une gamme d'appareils reflex mono-objectifs commercialisée sous les marques Exakta et Exa.

## Histoire
Les débuts de la société Ihagee remontent à 1912. Son fondateur, directeur et actionnaire principal était Johan Steenbergen (1886-1967), un entrepreneur néerlandais établi à Dresde depuis 1908. En avance sur son temps, à côté de productions plus classiques, il s'oriente rapidement vers la conception et la fabrication d'appareils de qualité. Le premier sera le Roll-paff, à plaque en 1920. Puis, utilisant toujours les plaques de verre il y aura les Duplex, puis les Ultrix en folding (soufflets), puis le Parvola à la technique innovante.
Puis de 1933 à 1939 sortent les "VP" pour Vest Pocket. Premiers Reflex, avec visée à travers l'objectif. Ce sont des appareils haut de gamme, bien finis, chrome sur laiton. Vitesses déjà au 1/1000. Le "Nacht Exakta" (ou Exakta de nuit) est un des seuls de l'époque à proposer un objectif à grande ouverture (1,9), mais le prix élevé fera qu'il sera très peu vendu.
En 1936, c’est le tour du Kine Exakta, considéré comme le tout premier reflex direct 24x36 de l'Histoire. Conçu par Karl Nüchterlein, assisté d'Otto Helfricht et Rudolf Groschupf principalement, c’est le premier d’une lignée d’appareils qui fut longtemps une référence et sera produite jusqu’en 1969. Les Exakta Varex étaient particulièrement appréciés pour leur modularité. 
Ils proposaient à ce moment-là la gamme la plus étendue d'accessoires et objectifs dont beaucoup destinés aux professionnels. La concurrence désignée était Zeiss Ikon. Les Exa en étaient des versions simplifiées, vitesse au 1/500...
Les Ihagee ont tous la rare particularité d'avoir le levier d'armement et le déclencheur à gauche (sur le devant du boîtier). En objectifs, la marque proposait ses "Ihagee", puis rapidement également des Meyer Gorlitz, Zeiss, Steinheil, Dallmeyer, et surtout les très bons Schneider Kreuznach.
À la fin des années 1930, Ihagee employait environ 600 personnes et produisait de l’ordre de 3 000 appareils par mois. En 1940, J. Steenbergen perd le contrôle de son usine, qui ne produit plus que du matériel de guerre. Celle-ci est bientôt confisquée par le pouvoir nazi tandis que les époux Steenbergen, menacés (ils sont ressortissants de pays ennemis et, pour Mme Steenbergen, d’ascendance juive), émigrent clandestinement aux États-Unis. La paix revenue, la belle ville de Dresde est en ruine, ravagée par les bombardements de février 1945. Elle devient la troisième ville (en population) de République démocratique allemande (RDA), jusqu'en 1990. J. Steenbergen, resté à l'ouest, et quelques associés demeurant à Dresde parviennent néanmoins à relancer l'affaire qui renoue rapidement avec le succès. En 1950, sort l'Exakta Varex, premier reflex à verres de visée et viseurs interchangeables (dont les premiers viseurs à prismes redresseurs de la marque). Sa production atteint les 15 000 exemplaires la première année et jusqu'à 33.000 en 1961. Alliée au complexe (ou Kombinat) Pentacon à partir de 1951, la société garde un statut semi-privé jusqu'en 1959. Dix ans plus tard, elle l'intègre complètement, abandonnant sa propre production, mais des appareils Exa sont encore fabriqués par Pentacon jusqu'en 1987.
Une seconde société Ihagee a été créée en Allemagne de l'Ouest (Francfort puis Munich et Berlin Ouest) par J. Steenbergen en 1959. Elle n’a produit péniblement que deux modèles originaux avant de se rabattre sur l'exploitation commerciale de ses marques prestigieuses apposées sur du matériel fabriqué au Japon à moindres frais.
Aujourd'hui, en collection, les modèles les plus demandés sont les VP Nacht Exakta, les Kine Exakta à viseur rond, les VP de toutes versions.
Ihagee est la transcription phonétique allemande de I.H.G., initiales de Industrie und Handels-Gesellschaft GmbH (« Société industrielle et commerciale »). Le nom complet de la société était Ihagee Kamerawerk, Ihagee Kamerawerk Steenbergen & Co puis Ihagee Kamerawerk A.G., enfin, après 1959, V.E.B. Ihagee Kamerawerk et Ihagee Kamerawerk A.G. respectivement pour les branches orientale et occidentale de la société.

## Au cinéma
- James Stewart utilise un Exakta VX dans le film d'Alfred Hitchcock Fenêtre sur cour en 1954.